# Semiocladius reinga
Semiocladius reinga är en tvåvingeart som först beskrevs av Leader 1975.  Semiocladius reinga ingår i släktet Semiocladius och familjen fjädermyggor. Inga underarter finns listade i Catalogue of Life.